# Duizend schitterende zonnen
Duizend schitterende zonnen, oorspronkelijke titel: A Thousand Splendid Suns, is een roman van Khaled Hosseini. De eerste druk verscheen in 2007 bij uitgeverij Riverhead Books, New York. In 2007 verscheen de Nederlandse vertaling door W. Hansen bij De Bezige Bij.

## Titelverklaring
In het dankwoord verklaart de auteur de titel, die afkomstig is uit een gedicht met de titel 'Kabul' van Saib-e-Tabrizi, een 17e-eeuwse Perzische dichter. De Engelse vertaling (die overigens niet letterlijk is) is van Josephine Davis.
Kabul
Ah! How beautiful is Kabul encircled by her arid mountains

And Rose, of the trails of thorns she envies

Her gusts of powdered soil, slightly sting my eyes

But I love her, for knowing and loving are born of this same dust

My song exhalts her dazzling tulips

And at the beauty of her trees, I blush

How sparkling the water flows from Pul-I Bastaan!

May Allah protect such beauty from the evil eye of man!

Khizr chose the path to Kabul in order to reach Paradise

For her mountains brought him close to the delights of heaven

From the fort with sprawling walls, A Dragon of protection

Each stone is there more precious than the treasure of Shayagan

Every street of Kabul is enthralling to the eye

Through the bazaars, caravans of Egypt pass

One could not count the moons that shimmer on her roofs

And the thousand splendid suns that hide behind her walls

Her laughter of mornings has the gaiety of flowers

Her nights of darkness, the reflections of lustrous hair

Her melodious nightingales, with passion sing their songs

Ardent tunes, as leaves enflamed, cascading from their throats

And I, I sing in the gardens of Jahanara, of Sharbara

And even the trumpets of heaven envy their green pastures

## Inhoud

### Mariam
De Afghaanse Mariam is een buitenechtelijke dochter van Jalil. Jalil heeft drie vrouwen en negen wettige kinderen. Jalil is een welgestelde zakenman in Herat. Mariam kent zijn vrouwen en wettige kinderen niet en woont bij haar moeder Nana in een klein huisje op een afgelegen plek, waar Jalil haar iedere week komt opzoeken.
Als Mariam vijftien wordt, probeert ze – tevergeefs – haar vader en zijn huis te bezoeken in Herat. Ze wordt niet binnengelaten en door de chauffeur van Jalil teruggebracht naar haar huisje, waar ze ontdekt dat haar moeder zelfmoord heeft gepleegd.

### Haar huwelijk met Rasheed
Vader Jalil besluit Mariam uit te huwelijken aan Rasheed, een Pashtun uit Kandahar die een schoenenzaak heeft in Kabul. Als Mariam Rasheed voor de eerste keer ziet (tijdens de huwelijksvoltrekking), stinkt hij naar sigaretten en zware, zoete eau de cologne. Hij is 45 jaar oud. Rasheeds eerste vrouw is gestorven en hun jonge zoontje is verdronken.
Niet lang na de huwelijksdag wordt Mariam ertoe gedwongen buitenshuis een burka te dragen. Rasheed ziet zijn droom – eindelijk een zoon hebben – niet verwezenlijkt worden. Zijn gedrag verandert, hij praat niet met Mariam en is chagrijnig. Na enige tijd begint hij Mariam ook te slaan.
In 1978 heeft Mariam inmiddels nog 6 miskramen gehad en Rasheed is met elke teleurstelling haatdragender geworden. Woordenwisselingen eindigen in confrontaties met vuistslagen, klappen en schoppen.

### Ondertussen in Afghanistan
Het is 1974 als Mariam trouwt met Rasheed. Ex-premier Muhammad Dawud komt met hulp van de communisten aan de macht via een coup. Al snel verbreekt hij zijn relaties met de communisten, en zoekt toenadering tot Iran en Pakistan. De Sovjet-communisten zint dat niet en in 1978 plegen pro-communistische militairen een staatsgreep, de Saur-revolutie.

### Laila
In de straat waar Rasheed en Mariam wonen, wonen ook Hakim en Fariba. Hakim is leraar en het gezin leeft een modern leven. In de nacht van de aprilcoup in 1978 (Saur-revolutie) krijgen Fariba en Hakim een dochter, Laila.
Laila groeit op samen met haar vriendje Tariq. Tariq heeft maar één been. De twee zijn onafscheidelijk. Laila gaat naar school en is gelukkig, in tegenstelling tot haar moeder, die manisch-depressieve trekken begint te vertonen als twee oudere broers van Laila omkomen in de oorlog tussen de Moedjaheddin en de Russische bezetter van Afghanistan.
Als Laila 10 jaar oud is, vertrekken de Russen uit Afghanistan. Mohammed Nadjiboellah grijpt – gesteund door het westen – de macht. Maar reeds 3 jaar later, in april 1992, neemt Najiboellah de vlucht naar een VN-kamp en nemen de Moedjaheddin Kabul in. De situatie wordt hiermee echter niet stabiel want al snel breken er onlusten uit als gevolg van verdeeldheid tussen de verschillende milities en krijgsheren.
De burgeroorlog verergert. Tariq besluit met zijn ouders te vluchten naar Pakistan. Een dag voordat hij vertrekt, bedrijft hij de liefde met Laila. Niet lang na het vertrek van Tariq en zijn familie besluiten ook Hakim, Fariba en Laila Kabul te verlaten. Dat besluit komt te laat. Bij een raketaanval komen Hakim en Fariba om.

### Mariam, Rasheed en Laila
Laila wordt zwaargewond in huis genomen door Rasheed en Mariam. Rasheed schept later op dat hij haar eigenhandig uitgroef en draagt Mariam op haar te verzorgen. Laila geneest langzaamaan van haar wonden (ze heeft wonden over haar gezicht en armen en benen en nek en ze is doof geworden aan één oor). Een maand na de bomaanval komt een man Laila bezoeken en vertelt dat Tariq en zijn familie zijn omgekomen tijdens hun vlucht naar Pakistan.
Laila ontdekt tegen die tijd ook dat ze zwanger is van Tariq. Ze vertelt het niemand maar besluit snel op de avances van Rasheed in te gaan, die volledig ondersteboven is van het mooie jonge meisje en hoopt dat zij hem de zoon kan schenken die Mariam hem niet kan geven. Rasheed en Laila trouwen, Laila stemt in om veiligheid voor zichzelf en Tariqs baby te creëren. Naar buiten gaan of vluchten zou regelrechte zelfmoord zijn. Rasheed leeft dus met zijn twee vrouwen in het huis. De relatie tussen Laila en Mariam is niet goed. Mariam is verbitterd dat zij nu tot ambagh (het Afghaanse woord voor de rivaliserende, tweederangs vrouw in het huwelijk) is gemaakt en besluit koel en onhartelijk te zijn.
Het wordt dan lente 1993 en Laila bevalt. Rasheed is erg teleurgesteld als blijkt dat het kind een meisje is. Hij wordt ongewillig en humeurig door het gejammer van de baby, die Aziza wordt genoemd. Verder begint zijn achterdocht op te spelen: het kind lijkt veel op Laila, maar haar oogkleur is niet die van hem en ook niet die van haar. Dat vermoeden blijft hij altijd houden.
De relatie tussen Mariam en Laila verbetert langzaam. Mariam zorgt veel voor Laila's dochter Aziza, die al evenveel van Mariam houdt als van haar eigen moeder. En als Rasheed Mariam wil afranselen omdat hij denkt dat Laila's weigering van hem haar is ingefluisterd door Mariam, grijpt Laila in en redt Mariam. Zo verandert op dat moment de relatie tussen de twee vrouwen en bloeit er een innige, op een moeder-dochter-relatie lijkende vriendschap op.
In 1994 beginnen de Taliban aan hun opmars.

### Vlucht
Laila en Mariam besluiten samen met Aziza te vluchten naar Pakistan, weg van Rasheed. Op hun vlucht worden ze echter verraden door een medereiziger (ironisch genoeg heet de man Wakil, wat 'betrouwbaar' of 'de betrouwbare' betekent) en ze worden door de politie weer afgeleverd bij Rasheed. De thuiskomst is verschrikkelijk. Hij sluit Laila en Aziza op in hun kamer, na eerst Laila te hebben geslagen, en spijkert de ramen dicht en sluit de deur. Ze blijven daar dagenlang zonder water of eten. Aziza sterft bijna als Rasheed hen eindelijk bevrijdt. Hij had ook Mariam tot bloedens toe gegeseld en in de schuur opgesloten. Ze zijn beiden uit de gratie.
In september 1996 hebben de Taliban ook Kabul in handen. Rasheed verwelkomt de strenge regels die zullen gelden voor vrouwen, omdat ze mooi aansluiten op zijn eigen ideologie (voor de dagen van de Taliban was Mariam de enige vrouw in haar straat met een boerka aan, die Rasheed haar had verplicht te dragen).
Laila raakt weer zwanger en eindelijk krijgt Rasheed een zoon, Zalmai. In Afghanistan start rond 1997 een erge droogte die langer dan 6 jaar zal duren. Het gezin verarmt en wordt ertoe gedwongen Aziza naar een weeshuis te brengen, tot Laila's grote verdriet. Het is erg moeilijk Aziza te bezoeken, aangezien Rasheed hen moet begeleiden en zeer ongewillig is. Als ze alleen probeert te gaan, wordt ze door de Taliban afgeranseld.

### Tariq leeft
In 2000 verschijnt ineens Tariq. Laila gelooft haar ogen niet, maar hij is het echt. Hij blijkt niet dood te zijn en leeft in Murree, een kleine stad in Pakistan. Laila concludeert dat het Rasheed moet zijn geweest die jaren daarvoor iemand omkocht om haar te vertellen dat Tariq zou zijn gestorven, om haar te verpletteren en haar het idee te geven dat ze nergens heen zou kunnen en dat de enige optie was om met Rasheed te trouwen.
Als Rasheed ontdekt - via Zalmai, die zijn vader verontwaardigd meldde: 'Mammie heeft een nieuwe vriend' - dat Laila met Tariq heeft gesproken, loopt alles vreselijk uit de hand. Er vallen rake klappen en Rasheed begint Laila te wurgen. Mariam grijpt in en vermoordt Rasheed door met een schep op zijn hoofd te slaan.

### Mariam terechtgesteld
Mariam besluit dat Laila met de twee kinderen naar Tariq moet vluchten. Laila doet dat en Mariam wordt ter dood veroordeeld voor de moord op Rasheed. Ze wordt publiekelijk in een sportstadion van Kabul terechtgesteld.

### Laila en Tariq
Laila trouwt met Tariq, ze wonen een tijd in Pakistan (Murree). Laila krijgt heimwee naar Kabul en het gezin verlaat Murree voor de reis naar Kabul. Laila gaat echter tijdens die reis via Herat om op zoek te gaan naar sporen van Mariam. Die vindt ze, onder andere een brief van Mariams vader Jalil, gericht aan Mariam, waarin hij zijn spijt betuigt voor al zijn misstappen en vertelt hoe het verder is afgelopen met zijn gezin. Laila is voor de derde keer zwanger en het verhaal eindigt hierbij. Laila's gezin leeft gelukkig in Kabul.